# Kanton Cancon
Cancon is een voormalig kanton van het Franse departement Lot-et-Garonne. Het kanton maakte deel uit van het arrondissement Villeneuve-sur-Lot. Het werd opgeheven bij decreet van 26 februari 2014, met uitwerking op 22 maart 2015. De gemeenten werden opgenomen in het nieuwe kanton Le Haut Agenais Périgord, met uitzondering van Casseneuil dat werd opgenomen in het kanton Le Livradais.

## Gemeenten
Het kanton Cancon omvatte de volgende gemeenten:
- Beaugas
- Boudy-de-Beauregard
- Cancon (hoofdplaats)
- Casseneuil
- Castelnaud-de-Gratecambe
- Monbahus
- Monviel
- Moulinet
- Pailloles
- Saint-Maurice-de-Lestapel